# ABBYY PDF Transformer
ABBYY PDF Transformer — програмний продукт компанії ABBYY для перетворення PDF-файлів у редаговані формати і збереження документів різних форматів у форматі PDF. Використовуйте віртуальний принтер PDF-XChange for ABBYY для створення PDF-документів з будь-яких додатків, що підтримують виведення документів на друк (через меню Файл > Друк). Створювати PDF можна з документів будь-якими мовами.

## Можливості
Відкриття та перегляд PDF-документів
Завдяки інтеграції з Adobe PDF Library відкриває будь-який тип PDF-файлу.
Виправлення помилок і внесення змін до PDF-документів
Можна виконувати такі операції з сторінками:
- Заповнення анкет
- Заміна або видалення букв або цифр в межах одного рядка
- Додавання тексту або зображення в будь-яке місце в документі
- Видалення непотрібних елементів за допомогою ластику

Конвертування PDF-документів в редаговані формати
Програма конвертує з формату PDF у такі формати:
- DOCX
- XLSX
- PPTX
- RTF
- PDF, PDF/A
- HTML	CSV
- TXT
- ODT
- EPUB
- FB2

Об'єднання PDF-документів, а також створення нових PDF-документів з файлів різних форматів
Створення PDF із файлів:
- DOC, DOCX
- XLS, XLSX
- PPT, PPTX
- VSD, VSDX
- RTF
- TXT
- HTML
- BMP
- JPEG, JPEG 2000
- JBIG2
- PNG
- TIFF
- PDF
- GIF

Сканування в PDF
Рецензування та узгодження документів
ABBYY PDF Transformer робить процес узгодження більш ефективним і прозорим. Можна додати іменні коментарі і статуси до обговорень: «Прийнято», «Відхилено», «Скасовано» або «Завершено». При необхідності можна створити і наносити прямо на документ спеціальні штампи, що містять дату і час, статус або ім'я автора документа. 
Захист PDF-документів та видалення конфіденційної інформації
У програмі можна додати цифровий підпис при збереженні документа. Це ще одна ступінь захисту документів, що дозволяє встановити відсутність спотворення інформації в PDF-документі з моменту підпису. Перед відправкою або публікацією документа видалити всю конфіденційну інформацію дозволяє спеціальний режим. А за допомогою пошуку млжна швидко видалити зайву інформацію відразу з усіх сторінок документа.

## Системні вимоги
Комп'ютер з тактовою частотою процесора 1 ГГц або вище.
Операційна система: Microsoft® Windows® 8 Pro, Microsoft Windows 7, Microsoft Windows Vista, Microsoft Windows Server® 2012, Microsoft Windows Server 2008, Microsoft Windows Server 2008 R2 і Microsoft Windows Server 2003, Microsoft Windows XP.
Об'єм оперативної пам'яті: не менше 1024 МБ.
Вільне місце на диску: 800 МБ для звичайної установки і 800 МБ для роботи програми.
Відеокарта і монітор з роздільною здатністю не менше 1024x768 точок.
TWAIN- або WIA-сумісний сканер (для підтримки сканування в PDF).
Інтернет-з'єднання для активації серійного номера.
Клавіатура, миша або інший пристрій.
Продукт підтримує інтеграцію з додатками Microsoft Office 2007 і більш пізніми версіями.

## Мови інтерфейсу
- англійська
- угорська
- грецька
- іспанська
- італійська
- китайська (традиційна)
- китайська (проста)
- корейська
- німецька
- нідерландська
- польська
- португальська (Бразилія)
- російська
- турецька
- французька
- чеська

## Мови розпізнання
ABBYY PDF Transformer розпізнає PDF-документи на 189 мовах на основі кириличного, латинського, грецького, вірменського і ієрогліфічного написань, завдяки якому підтримуються китайський, японський і корейський мови.